# Demeter (pisică)

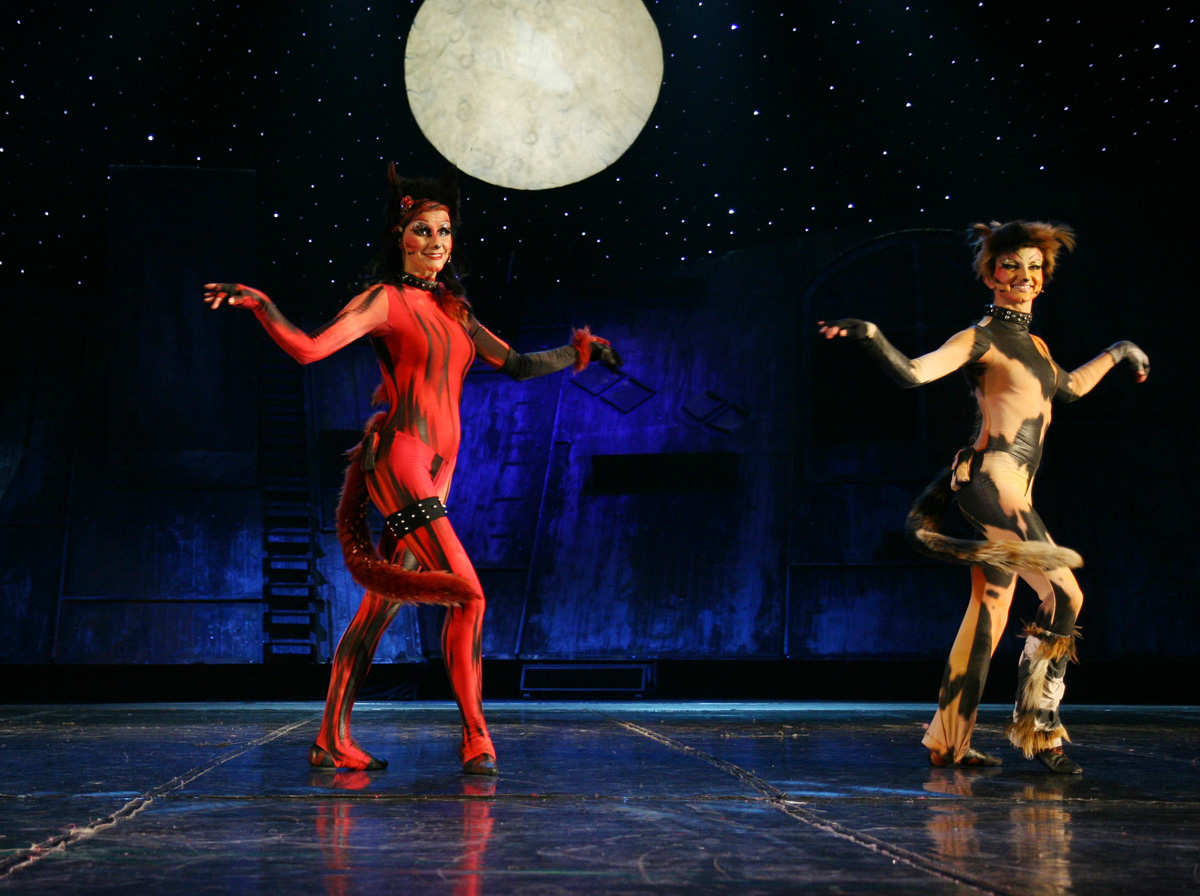
Barbara Melzer ca Bombalurina (stânga) și Ewa Lachowicz ca Demeter în producția poloneză a Cats, 2007.

Demeter este o Pisica Jellicle din muzicalul Cats al lui Andrew Lloyd Webber.